# Битз, Андреа
Андреа Мартина Битз (нем. Andrea Martina Beetz) (род. 22 июля 1975, Эрланген, Германия) — немецкий дипломированный психолог, преимущественно занимающаяся проблемами взаимоотношений человека и животных. Получила психологическое образование в Эрлангенском университете (нем. Friedrich-Alexander-Universität Erlangen-Nürnberg) (1994—1999 годы), после чего некоторое время занималась вопросами психогеронтологии. Получила премию фонда Körber-Stiftung за развитие в Германии направления «лечения животными» (англ. Animal-Assisted Therapy).
Главный на данный момент научный труд Битз — книга «Love, Violence, and Sexuality in Relationships between Humans and Animals», в которой она затронула тему сексуальных взаимоотношений человека и животных. Идеи, изложенные в книге, во многом перекликаются с идеями работ Хани Милетски в области зоосексуальности. Наряду с книгой Милетски, это одно из немногочисленных современных исследований, в которых взгляд на этот феномен отличается от традиционной точки зрения как на перверсию и парафилию и делается попытка по-другому взглянуть на психоэмоциональные аспекты взаимодействия животного и человека.

## Публикации
- Love, Violence, and Sexuality in Relationships between Humans and Animals. Shaker Verlag GmbH Aachen, 2002 (482 стр.). ISBN 3-8322-0020-7.
- Bestiality and Zoophilia. Purdue University Press, 2005 (144 стр.). ISBN 1-55753-412-8.